# Koalitionens civile administration i Irak
Koalitionens midlertidige administration i Irak ledet af USA (engelsk: Coalition Provisional Authority eller CPA) blev oprettet 21. april 2003 som en midlertidig regering i landet efter invasionen af Irak. 
Administrationen blev først ledet af den pensionerede general Jay Garner, der også havde ledet dens forgænger, afdelingen for genopbygning og humanitær hjælp (engelsk: Office for Reconstruction and Humanitarian Assistance eller ORHA), men på grund af hans uenighed med den amerikanske regerings politik om at opløse det gamle Irakiske statsapparat totalt, blev han allerede 11. maj 2003 afløst på posten af L. Paul Bremer. Den midlertidige administration var en underafdeling af det amerikanske forsvarsministerium. 
Den danske repræsentant i administrationen var ministerråd Torben Gettermann.
Den midlertidige administration overtog mange steder i Irak Saddam Husseins gamle paladser, hvorfra de ledede Irak.
Den midlertidige administration overgav magten til den irakiske overgangsregering 28. juni 2004 og blev nedlagt. L. Paul Bremer forlod Irak samme dag.

## Opgaver
CPA var ansvarlig for uddelingen af udviklingsstøtte fra udviklingsfonden for Irak i året efter invasionen. Fonden var afløseren for det tidligere olie-for-mad program og gav blandt andet midler til Iraks program for indkøb af hvede, program for opbygning af elektricitets- og olieinfrastruktur, udstyr til Iraks sikkerhedsstyrker, statslige lønninger og driften af statslige ministerier.

## CPA's historie
CPA's første handling under Paul Bremer var at udstede en ordre om, at alle medlemmer af baath partiet skulle fjernes fra det offentlige system i Irak. 23. maj opløste CPA's anden ordre formelt den irakiske hær. 22. juli 2003 dannede den midlertidige administration det Irakiske Regerende Råd, en samling af eksilirakere, der var modstandere af Saddam Husseins styre, og som overtog mange af opgaverne.
Selv om det Irakiske Regerende Råd stadig var underlagt CPA, havde det stadig flere nøgleansvarsområder. Opgaverne var bl.a. udpegningen af repræsentanter til FN, ministre til midlertidige poster og udarbejdelsen af en midlertidig grundlov, kendt som Transitional Administrative Law, der blev brugt til at regere det irakiske samfund til en permanent grundlov kunne blive skrevet og godkendt af folket.
14. december 2003 holdt CPA en pressekonference i Bagdads grønne zone, hvor det blev offentliggjort, at Saddam Hussein var fanget den foregående nat.